# Vinzenz Guggenberger
Vinzenz Guggenberger (21. marts 1929 – 4. juli 2012) var den romersk-katolske titulærbiskop af Abziri og hjælpebiskop i det romersk-katolske stift i Regensburg, Tyskland.
Guggenberger blev ordineret i 1953, blev udnævnt til biskop i 1972 og gik på pension i 2004 2004.

## Fodnoter
- Wikimedia Commons har flere filer relateret til Vinzenz Guggenberger

1. ↑  Obituary in German Arkiveret 30. juli 2012 hos  Wayback Machine (tysk)
2. ↑  Vincenz Guggenberger (tysk)